# 1,2-Dinitrobenzol
Az 1,2-dinitrobenzol szerves vegyület, egyike a három dinitrobenzol izomernek, képlete C6H4(NO2)2. Fehér vagy színtelen szilárd anyag, szerves oldószerekben oldódik. 2-nitroanilinból állítják elő diazotálással, majd nátrium-nitrites kezeléssel réz katalizázor jelenlétében.

## Fordítás
Ez a szócikk részben vagy egészben  a(z)   1,2-Dinitrobenzene című angol Wikipédia-szócikk ezen változatának fordításán alapul.  Az eredeti cikk szerkesztőit annak laptörténete sorolja fel. Ez a jelzés csupán a megfogalmazás eredetét és a szerzői jogokat jelzi, nem szolgál a cikkben szereplő információk forrásmegjelöléseként.